# Gouden wilgenaardvlo
De gouden wilgenaardvlo (Crepidodera aurata, synoniem: Chrysomela aurata) is een kever uit de familie bladkevers (Chrysomelidae), die tot de tribus Alticini behoort.

## Beschrijving
De ovale kever bereikt een lengte van 2,5 tot 3,7 millimeter. De kop, de dekschilden en de achterste dijen van het vrouwtje zijn groen met metaalglans. Het mannetje is zwart. De dekschilden zijn in regelmatige rijen gepunkteerd. Het rechthoekige halsschild is diep ingedrukt. Het borststuk is lichter groen maar de metaalglans is rood koperkleurig. De poten en antennen van zowel het vrouwtje als het mannetje zijn rood. De antennen worden naar de top gelijkmatig donkerder. De dijen van het achterste pootpaar zijn opvallend dik. Dankzij een veermechanisme (de "metafemorale veer") in de sterk ontwikkelde dij van de achterste poten kunnen de kevers, typisch voor de meeste aardvlooien wegspringen bij gevaar.

## Levenswijze
Er is één generatie per jaar. De kever overwintert onder de schors, onder het mos op omgevallen bomen en onder afgevallen bladeren. Vanaf mei tot juni vreten de kevers van de bladeren van de waardplanten. Na de paring vanaf juni tot augustus leggen de vrouwtjes de gele, spoelvormige eieren op de bladeren. De larven zijn na ongeveer drie maanden na hun laatste vervelling 5-6 mm lang. De larven verpoppen in de grond. De nieuwe generatie kevers gaat in het najaar in winterrust.

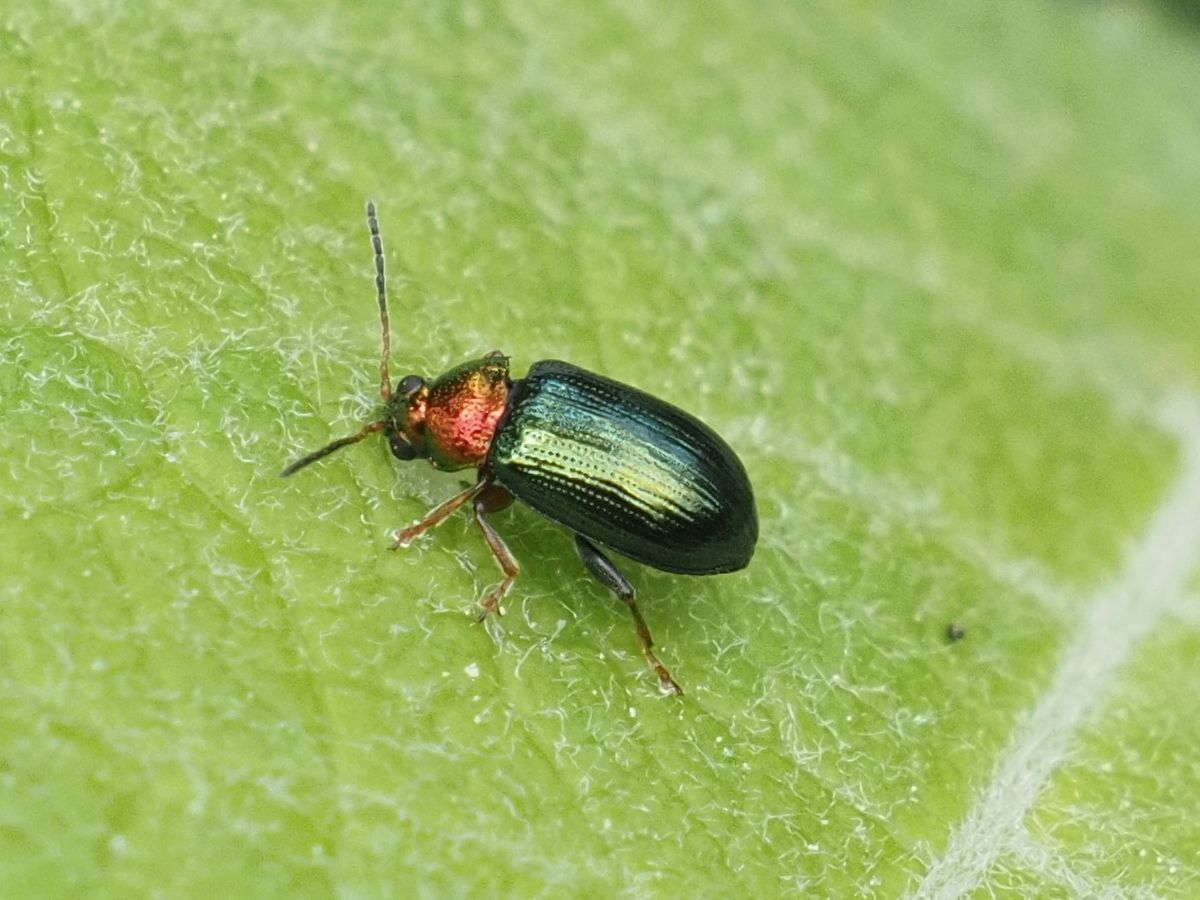
Vrouwtje
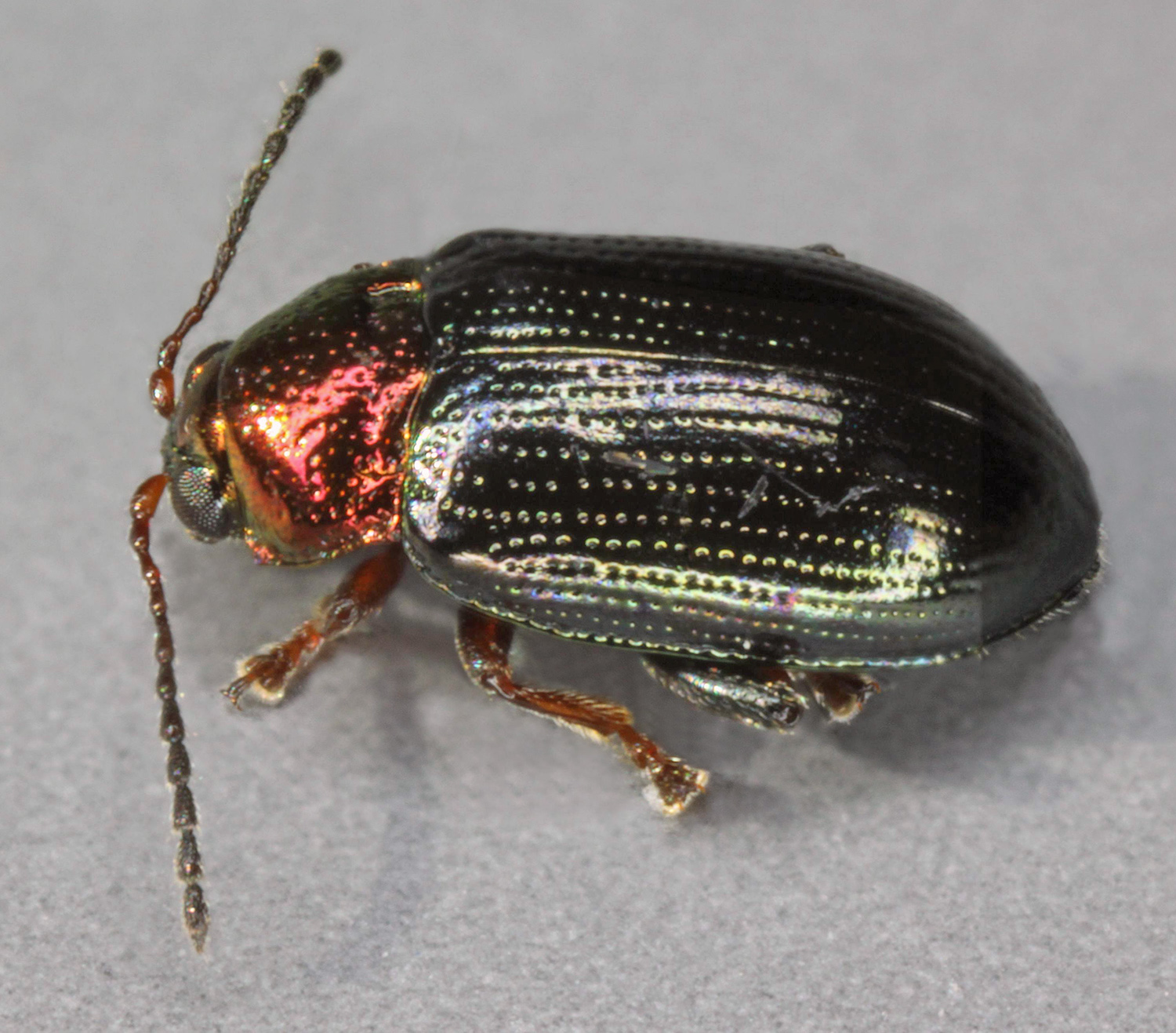
Mannetje
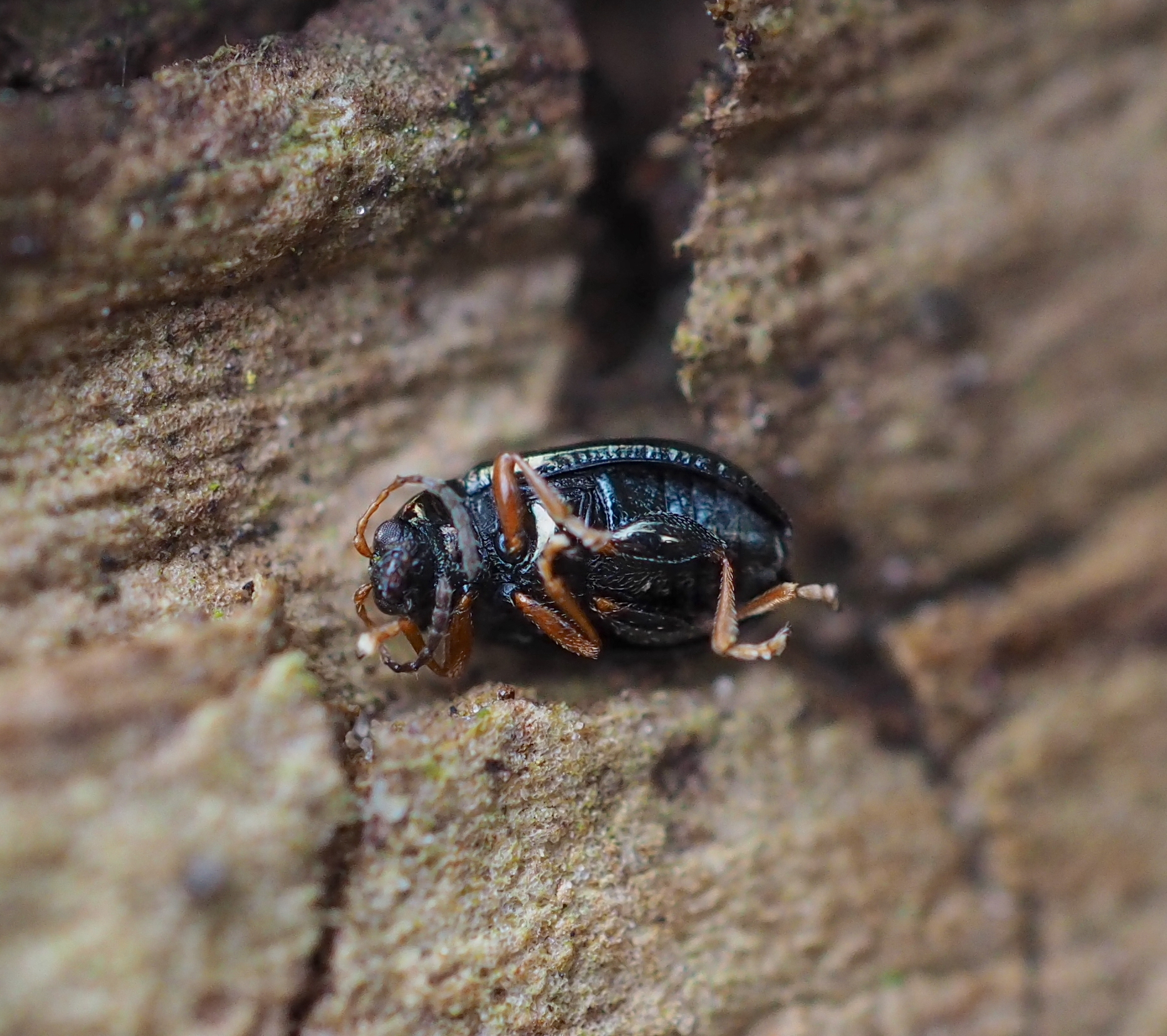
Onderkant

## Waardplanten
Deze soort leeft zowel op populieren als wilgen, waarbij de wilgen de voorkeur hebben. De habitat bestaat uit vochtige plaatsen, en de kevers worden, gezien hun waardplanten, meestal aan het water aangetroffen. De kevers maken ronde gaatjes in de bladeren. Ook de larven vreten van de bladeren.

## Voorkomen
Gouden wilgenaardvlo komt van nature voor in het Palearctisch gebied en het oosten van Korea. In Europa en de Benelux is de soort algemeen.